# にっぽんのうた 世界の歌
『にっぽんのうた 世界の歌』（ -せかいのうた）は、NHK-FM放送で2009年3月30日より2012年3月29日まで、平日に放送されていた童謡・唱歌・叙情歌を取り上げる音楽番組である。
後継番組は「音楽遊覧飛行」（2012年4月2日 9:20 - 、月曜 - 木曜）。

## 概要
古くから歌われ続けている童謡・唱歌・叙情歌。その数々をこれからの後世の人たちにも受け継いでいこうという趣旨で、リスナーから寄せられたリクエストやメッセージ、また童謡などに詳しい出演者・富沢美智恵（声優）のフリートークも交えて展開していく。
2009年3月2日から2009年3月13日まで『特集 にっぽんのうた 世界の歌』としてパイロット版が放送された（ミュージック・リラクゼーションの再放送は休止）。
2011年現在での曜日別フォーマットは以下の通り。
- 月曜日：童謡、唱歌、叙情歌
- 火曜日：声楽、歌劇、合唱
- 水曜日：日本の歌謡曲「フォーエバー青春」
- 木曜日：洋楽
- 金曜日（2011年3月25日まで）：新譜紹介等フリーテーマ

## 放送時間
- 本放送：原則月曜 - 木曜 9:20 - 10:00
- 再放送：放送当日 17:20 - 18:00
2010年度迄はNHK前橋放送局では放送されていなかった。

2011年4月からは放送時間の変更はないものの、月曜から木曜の放送となり、金曜日の後枠は初回放送枠を「ビバ合唱」（再放送）と「名曲の小箱」、再放送枠を「世界の快適音楽セレクション」（再放送）に充てることになった。
NHKワールド・ラジオ日本でも、ラジオ第1放送の同時放送が国会中継や放送権・電波運用面の都合で放送されないスポーツ中継が組まれる場合に限り放送される。